# الاکینسه
الاکینسه (به لاتین: Alakince}} یک منطقهٔ مسکونی در صربستان است که در Pčinja District واقع شده‌است.

## خصوصیات
الاکینسه ۱٬۵۰۳ نفر جمعیت دارد.